# Oraison silencieuse
Pour les articles homonymes, voir Oraison.

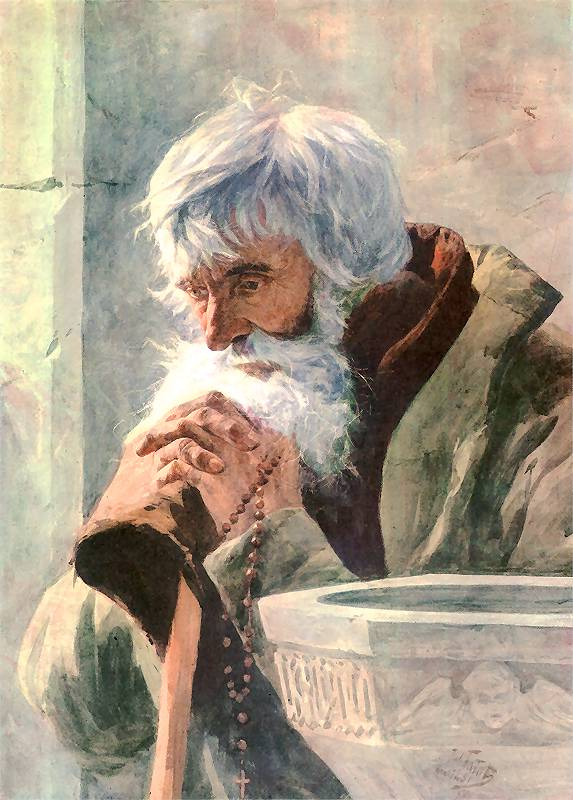
Un homme en prière silencieuse.

L’oraison silencieuse (ou oraison de recueillement, oraison du cœur, oraison de quiétude, oraison contemplative) est une forme de prière silencieuse (non vocale). Cette manière de prier existe dans le christianisme depuis les origines, même si elle a été particulièrement mise en valeur par les différents ordres monastiques, et théorisée plus récemment par l'ordre du Carmel, où elle est pratiquée deux heures par jour. Cette prière est présentée comme un temps consacré à s’éveiller à la présence de Dieu dans le cœur du pratiquant, à un dialogue amoureux avec le Christ, avec Dieu, pour atteindre la contemplation divine, et se laisser transformer par Dieu.
Le terme est également utilisé par les protestants ou par d’autres groupes spirituels et religieux contemporains.

## L'oraison

### Définitions
Dans le catholicisme : « L’oraison silencieuse est une prière par laquelle nous nous tenons en relation, dans la foi, avec Dieu grâce à un travail de notre volonté, de notre intelligence ou de notre imagination (méditation) dans une attitude d’attention simple et aimante à Sa présence en nous (contemplation) ».
Sainte Thérèse d'Avila définit l'oraison comme « un commerce intime d'amitié avec Dieu dont on se sait aimé », et le père Marie-Eugène de l'Enfant-Jésus complète « l'oraison est donc une prise de contact avec Dieu, une actualisation de l'union surnaturelle que la grâce établit entre Dieu et notre âme, ou encore, un échange entre deux amours : celui que Dieu nous porte, celui que nous avons pour Lui ».
Thérèse de Lisieux dit « pour moi, la prière, c'est un élan du cœur, c'est un simple regard jeté vers le Ciel, c'est un cri de reconnaissance et d'amour au sein de l'épreuve comme au sein de la joie ; enfin c'est quelque chose de grand, de surnaturel, qui me dilate l'âme et m'unit à Jésus ».
Dans le Catéchisme de l'Église catholique, la définition de l'oraison est courte: [par] « l'oraison [je] cherche celui que mon cœur aime ». Rapidement il complète « l’oraison est la prière de l’enfant de Dieu, du pécheur pardonné qui consent à accueillir l’amour dont il est aimé et qui veut y répondre en aimant plus encore ».

### Degrés dans l'oraison

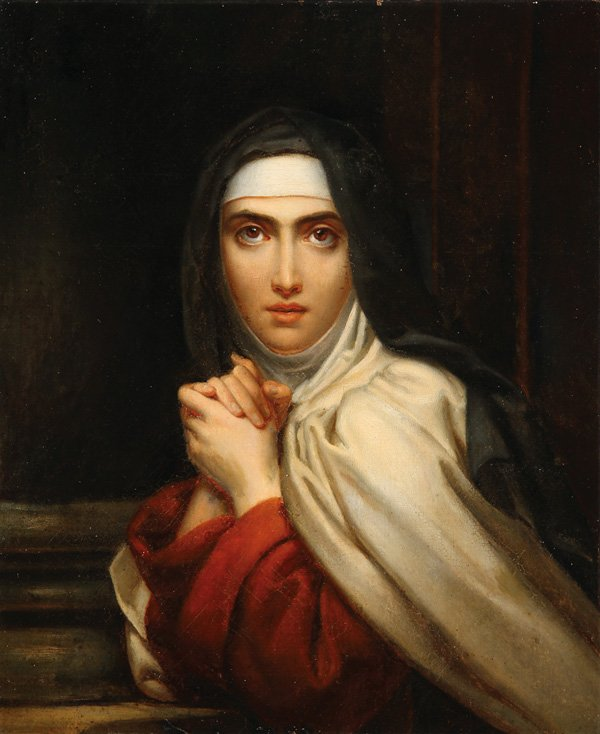
Thérèse d'Ávila, par François Gérard, 1827.

Différents stades ou niveaux d'oraison ont été décrits au cours des siècles. Thérèse d'Avila les a synthétisés et résumés sous forme d'une progression spirituelle de l'âme dans son union à Dieu à travers des images métaphoriques et des qualificatifs (oraison de quiétude, oraison d'union...) qui ont par la suite été repris par de nombreux auteurs (voire sont entrés dans le langage usuel). L'image métaphorique est celle du jardin que l'on essaie d'arroser par différentes techniques, elle indique le niveau d'effort que le croyant déploie pour entrer en oraison. Elle les décrit longuement dans son ouvrage Le Livre de la vie. Ces niveaux ont également été mis en parallèle avec les 7 niveaux de son ouvrage le Château intérieur. Ces différents types d'oraisons (ou étapes dans le cheminement spirituel) peuvent être résumés ainsi :
- Oraison vocale : consiste à réciter une prière connue comme le Je vous salue Marie ou le Notre Père[T 1].
- Oraison méditative (Thérèse donne l'image du jardinier qui tire l'eau de son puits avec un seau) : elle correspond aux 3 premières demeures du Château intérieur[5]. Cette méditation peut se faire à partir d'épisodes de la vie du Christ[T 2], ou en s'appuyant sur des images pieuses[T 3]. Le but de cette méditation est de « connaitre et s'approprier les qualités du Seigneur [Jésus], peu à peu les faire siennes et se conformer à lui »[T 4].
- Oraison de recueillement : la mémoire, l'imagination, l'intelligence sont apaisées, l'esprit est tranquille, l'âme se sait aimée même si elle ne ressent rien[T 5]. L'oraison de recueillement surnaturelle : « Dieu fait un cadeau à l'âme, il la recueille tout entière à l'intérieur d'elle-même, il la concentre »[T 6].
- Oraison de quiétude (Thérèse donne l'image du jardinier utilisant une noria lui remontant l'eau sans effort) : 4e demeure. « Cela équivaut à nous trouver subitement dans une joie inespérée.[...] Dieu fait le cadeau d'élever la personne sur la montagne pour y jouir de son intimité.[...] La volonté reçoit une grande récompense [...], elle est embrasée d'amour »[T 7]
- Oraison contemplative (Thérèse donne l'image de l'eau qui coule d'un ruisseau, par gravité, naturellement) ou sommeil des puissances : 4e demeure[N 1]. La volonté est ancrée en Dieu, les autres puissances sont libres[T 8].
- Oraison d'union (Thérèse donne l'image de la pluie, le jardinier n'a plus rien à faire) : 5e, 6e et 7e demeures. Ce sont les rencontres de l'âme avec l'époux (le Christ), jusqu'aux fiançailles et aux noces spirituelles (image du couple et du mariage)[T 9].

### Effets de l'oraison

#### La sanctification du fidèle
Le père Marie-Eugène de l'Enfant-Jésus indique que l'oraison, par le contact de l'âme avec Dieu, a un effet salvifique sur l'âme : « indépendamment des grâces particulières qu'il a pu demander et obtenir, [le chrétien] puise en Dieu une augmentation de vie surnaturelle, un enrichissement de charité. L'amour va à l'oraison pour y trouver un aliment, un développement et l'union parfaite qui satisfait tous ses désirs ».
L'oraison permet également à l'âme une meilleure « connaissance de soi ». Le père Marie-Eugène, à la suite de Thérèse d'Avila, nous dit qu'éclairé sous la lumière de Dieu, le chrétien en oraison identifie ses défauts, ses faiblesses, ses bassesses et peut ainsi les corriger pour progresser en perfection. La vue de ses imperfections nous incite à l'humilité et nous pousse à faire grandir cette vertu. Ainsi Thérèse de Lisieux, dans son Manuscrit B reconnaît toute son impuissance face à ses rêves de grandeur, sa soif de rejoindre Dieu, mais au lieu de se désoler et de se lamenter, elle fait grandir sa confiance, son abandon et son amour pour Dieu.
En se fondant sur les écrits des saints du Carmel, le père Marie-Eugène indique que l'oraison est le chemin pour acquérir des vertus : « le débutant doit commencer à faire oraison avant d'acquérir les vertus, et le contemplatif doit pratiquer la vertu pour progresser en sa contemplation ». Ainsi, par la pratique de la pauvreté, de l'humilité et de la charité le pratiquant « attire les effusions de l'amour divin et prépare l'âme à la divine union » (contemplation). Donc, après avoir reçu les bases de ces vertus, le chrétien tâche de ne plus commettre de péché véniel, tout en essayant de mettre en œuvre et faire croître les vertus reçues, et en premier lieu la charité qui se développe et se révèle par des actes.
Quelques siècles plus tôt, le dominicain Louis de Grenade exprimait une idée semblable, dans un commentaire sur la transfiguration du Christ. Il déclarait donc que : c'est durant l'oraison que « les âmes pieuses  sont transfigurées spirituellement, que c'est là qu'elles reçoivent un nouvel esprit, de nouvelles lumières, une nouvelle force, une nouvelle pureté de vie, enfin un cœur si nouveau et si différent de celui qu’ils avaient auparavant, qu'il ne parait plus le même ».

#### Développement des facultés
Le père Marie-Eugène affirme que la contemplation entraîne « un perfectionnement de nos facultés » (intelligence, mémoire, volonté). Si des psychiatres ont souligné les points de ressemblance entre des traits de caractères de grands contemplatifs (comme Thérèse d'Avila) avec des « états pathologiques » tel que l'hystérie, le père carme souligne que « si sur le plan de l'expérience psychologique il n'y a semble-t-il pas de différence », le cas pathologique produit une « déchéance, diminution de l'individue », alors que les cas « apparemment semblables, causés par l'action de Dieu, produisent un développement de la puissance des facultés, et en même temps une augmentation de la fécondité de ces âmes ». 
Il prend pour exemple Thérèse d'Avila, qui, sans avoir fait d'études, a écrit des ouvrages de très haut niveau théologique qui lui ont valu le titre de docteur de l'Église. Ou de Thérèse de Lisieux, qui a quitté l'école au collège pour entrer au Carmel à 16 ans, et qui était une élève « tout à fait moyenne », mais qui, une fois au Carmel a rédigé un grand nombre de poèmes en vers, des pièces de théâtre (ce qui n'est pas courant), mais surtout son récit « Histoire d'une âme » (tiré à 500 millions d'exemplaires!) qui aura « une fécondité surnaturelle » et lui vaudra, à elle aussi, le titre de docteur de l’Église. 
Marie-Eugène résume donc ainsi : « C'est l'effet de la contemplation, de l'action de Dieu dans l'âme qui est venu perfectionner l'activité naturelle, faire de la foi une foi vive, réaliser l'union, et grâce à cette union, perfectionner en même temps les facultés ».

#### L'apostolat
Le Catéchisme de l'Église catholique conclut son chapitre sur l'oraison en disant que « l'oraison est une communion d'amour porteuse de vie pour la multitude », et le père Marie-Eugène précise longuement dans son ouvrage que les grâces reçues dans le cadre de l'oraison, et l'accroissement de la charité chez le fidèle, ont pour finalité l'apostolat et la sanctification de l'Église « corps du Christ ». Pour sa part, saint Jean-Paul II, dans sa lettre aux chartreux en 1984, leur rappelait que leur vie de prière, d'oraison et de contemplation contribue à l’expansion de l'Église « par une fécondité apostolique cachée ».
Jean-Paul II déclare aux évêques français en 1982 que « sans l'oraison, la vie des baptisés s'essouffle, leur action devient cymbale sonore, et même leur pratique religieuse se dessèche ». Et il ajoute dans Redemptoris missio que le « missionnaire doit être un contemplatif en action ». À sa suite, Benoît XVI, prenant l'exemple de Mère Teresa, affirme « le temps consacré à Dieu dans la prière non seulement ne nuit pas à l'efficacité ni à l'activité de l'amour envers le prochain, mais en est en réalité la source inépuisable ». 
Thérèse d'Avila, dans ses écrits, comme Jean de la Croix dans son ouvrage Vive Flamme, indiquent que le niveau d'apostolat, qui progresse suivant l'avancée du fidèle dans les demeures, atteint son paroxysme (« l'apostolat parfait ») lorsque le fidèle entre dans la 6e demeure. Le père Marie-Eugène de l'Enfant-Jésus, en conclut que la contemplation est intrinsèquement liée à un apostolat en action. Pierre de la Mère de Dieu au XVIIe siècle qui a réfléchi sur le rapport entre contemplation et action dans la spiritualité carmélitaine a déclaré que la contemplation n'obtient pas sa dernière perfection sans l'action.
À la même époque, le père Thomas de Jésus soutenait lui aussi qu'une action apostolique forte ne pouvait être soutenue sans un temps de désert et de contemplation important : pour lui « la contemplation et l'action apostolique doivent trouver un équilibre parfait afin que chacune trouve sa perfection »,. Fin XIXe siècle, Marie de la Passion de Chappotin, fondatrice des sœurs franciscaines missionnaires de Marie disait à ses religieuses « que l'on ne se figure pas que notre vie missionnaire rende moins utile l'esprit contemplatif. C'est sur nos rapports avec Dieu, au contraire, que se base tout le bien que nous ferons en mission ».
Le père Raniero Cantalamessa, lors de sa prédication de l'Avent au Vatican en 2011, a souligné « l’importance de la vie contemplative en vue de l’évangélisation », il ajoute « Il ne suffit pas qu’il y ait dans l’Église des personnes qui se consacrent à la contemplation et d’autres à la mission ; il faut que la synthèse entre les deux choses se fasse dans la vie de chaque missionnaire ». Reprenant les mots de l'encyclique Ad Gentes (1965), il répète que « la vie contemplative, relevant du développement complet de la présence de l’Église, doit être instaurée partout dans les jeunes Églises » car pour lui, la recherche « de nouvelles formes de monachisme [doit se faire] en vue de l’évangélisation ».
Le moine Syriaque Mar Joseph Hazzaya ajoute que lorsque le moine (ou le fidèle) prie, qu'il s'est « débarrassé de l'assaut des passions et des effets du péché, qu'il a atteint le degré de la clarté », il atteint le « lieu consacré à la conversion des personnes qui se trouvent dans l'illusion du Mal, afin qu'elles abandonnent l'ignorance et reviennent vers la vertu et la véritable connaissance » en même temps qu'il « contemple la Sagesse Divine et s'émerveille continuellement devant celle qui est cachée dans la nature des créatures ».

#### Amour de Dieu et du monde
Mar Joseph Hazzaya écrit que la prière et l'oraison sont « un travail intérieur qui ne conduit pas à l'égoïsme, mais à l'amour de Dieu, des hommes et du monde ». Le moine ajout que l'oraison permet d'atteindre « l'accomplissement de l'être humain par la voie de la transformation de son coeur » et que ce travail débute par la purification de ses passions et le discernement de ses pensées. Ce chemin intérieur amène « la paix entre les hommes et dans le monde ». Ce chemin « de l'Amour » est pour ce maître spirituel « la voie la plus courte et la plus directe vers l'union avec Dieu ».
Le père Marie-Eugène écrit que l'oraison est le moyen « de continuer la prière douloureuse de Jésus à Gethsémani », qu'il ne « s'agit pas d'un tourment quelconque [..] uniquement pour se purifier » mais d'une souffrance qui continue la Rédemption du Christ, permettant ainsi par cette « prière douloureuse », de contribuer à « sauver le monde ».
Joseph Hazzaya ajoute que le moine (ou le fidèle) doit chercher à être continuellement en oraison car « la prière perpétuelle est une lumière pour l'âme, à travers laquelle elle voit la demeure glorieuse de la Lumière [..] et qui consiste dans le véritable amour de Dieu et de notre prochain ».

### L'extase

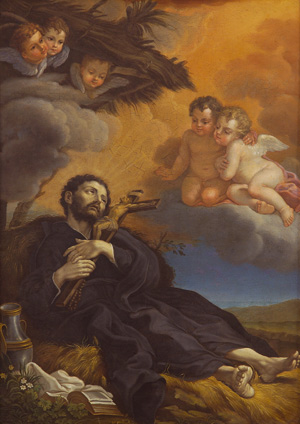
Saint François Xavier en extase. Anonyme du XVIII.

L'oraison menant à la contemplation, un jour une religieuse a demandé à saint Jean de la Croix : « Comment entre-t-on en extase ? », celui-ci a alors répondu « En renonçant à sa volonté propre et en faisant celle de Dieu. Car l'extase n'est autre chose pour l'âme que de sortir de soi et d'être ravie en Dieu ; et c'est ce que fait celui qui obéit ; car il sort de soi et de sa volonté propre et, allégé, il s'attache à Dieu ».

### Difficultés dans l'oraison
Sur le chemin de l'oraison décrit par Thérèse d'Avila, plusieurs difficultés font obstacle au cheminement du fidèle pour ses « progrès de l'âme » :
- les distractions qui font quitter l'oraison. L'Église invite alors le fidèle à « une prise de conscience humble de sa faiblesse » [C 5].
- l'orgueil de se voir cheminer vers Dieu et de vivre certains « épreuves », le père Marie-Eugène rappelle le grand besoin d'humilité et de détachement[V 10].
- les « périodes de sécheresses » ou « sécheresses contemplatives », aussi appelées « nuit de la foi » par saint Jean de la Croix et qui sont le signe du passage progressif vers la contemplation[V 11], et demandent la persévérance du fidèle[C 6].

Pour vaincre ces difficultés, Thérèse d'Avila recommande la patience, la persévérance, l'obéissance (au supérieur du couvent et à la règle monastique) et l'accompagnement par un directeur spirituel.

### Les dérives possibles
Dans la pratique de l'oraison, plusieurs formes de « dérives spirituelles » peuvent se produire, éloignant le fidèle du chemin de foi initial (et situé dans le cadre de l'Église) :
- le quiétisme : ce courant spirituel a été initié par un prêtre espagnol, le père Molinos au cours du XVIIe siècle. Cette doctrine est condamnée par le pape Innocent II en 1687 car elle est « accusée de mépriser l'autorité ecclésiastique et prôner une morale relâchée. »[26]. Ce courant qui a rebondi en France au XVIIIe siècle, a fait considérer comme "quiétistes" de nombreux mystiques du passé, étant même parfois antérieurs à Molinos[N 5]. La grande controverse entre Fénelon et Bossuet sur la « doctrine du pur amour » (liée à la condamnation du quiétisme en France) contribuera à discréditer globalement tout le courant mystique au XVIIIe siècle[26] ;

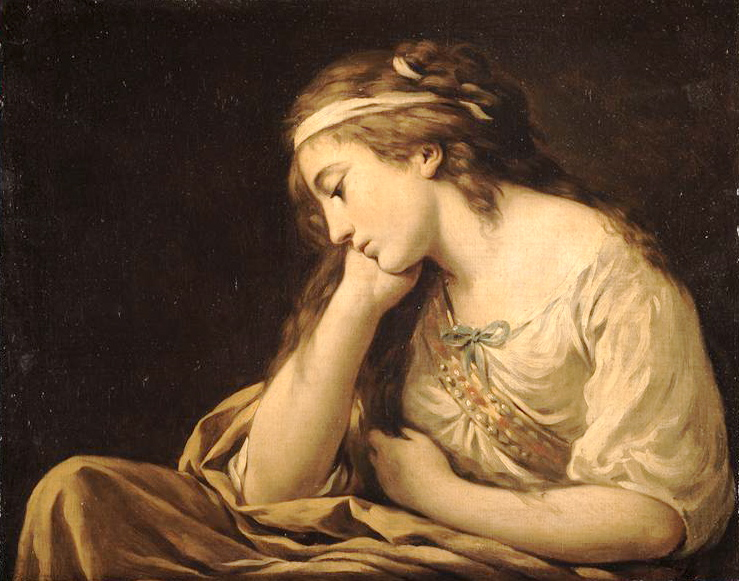
La mélancolie, XVIIIe siècle, Louis Jean François Lagrenée.

- la mélancolie : ce terme est utilisé par Thérèse d'Avila dans son ouvrage « Les Fondations ». Il désigne un état physique et psychologique de certaines religieuses (dans les couvents), son usage et sa définition sont très différents de l'usage actuel de ce mot[N 6]. L'état de « faiblesse ou de mélancolie » désigne des personnes affaiblies, parfois physiquement, mais surtout psychologiquement qui vont croire avoir des extases lors de leurs temps d'oraison, ou entendre des voix, des révélations venant de Dieu. Thérèse consacre trois chapitres[27] à ce thème dont un exclusivement consacré à la conduite à tenir par la supérieure du couvent dans ces situations[28]. Elle recommande dans un premier temps la fermeté, d'exiger des "mélancoliques" l'obéissance, au besoin leur donner une nourriture plus riche et abondante (pour pallier les faiblesses physiques), de supprimer temporairement les temps de prières et d'oraison et donner des taches matérielles à réaliser. Si la religieuse persiste et refuse d'obéir (si elle fait preuve d'orgueil) et reste dans son erreur, Thérèse n'hésite pas à recommander l'enfermement pour éviter la contagion dans le couvent[28] ;
- La tentation du « faux ange de lumière » : le Bienheureux père Marie-Eugène, s'appuyant sur les grands saints du Carmel, met en garde contre Satan qui peut, lorsque le fidèle, ayant progressé dans l'oraison et qu'il a reçu les premières grâces mystiques, prendre l'apparence de l'« ange de lumière », pour donner l'illusion de nouvelles grâces particulières. Faisant ainsi, il sème le trouble dans l'âme du fidèle et y amène la confusion. Le Bienheureux père continue en disant que le but est de progressivement faire dévier le croyant et l'amener à quitter sa « relation privilégiée avec Dieu ». Il termine en disant que Satan amène alors la personne d'oraison à chuter, et d'autres personnes avec elle. La prudence, l'humilité et les conseils d'un directeur sont recommandés par le Bienheureux père Marie-Eugène pour éviter cet écueil[V 12].

## Pratique de l'oraison

### Dans le monachisme

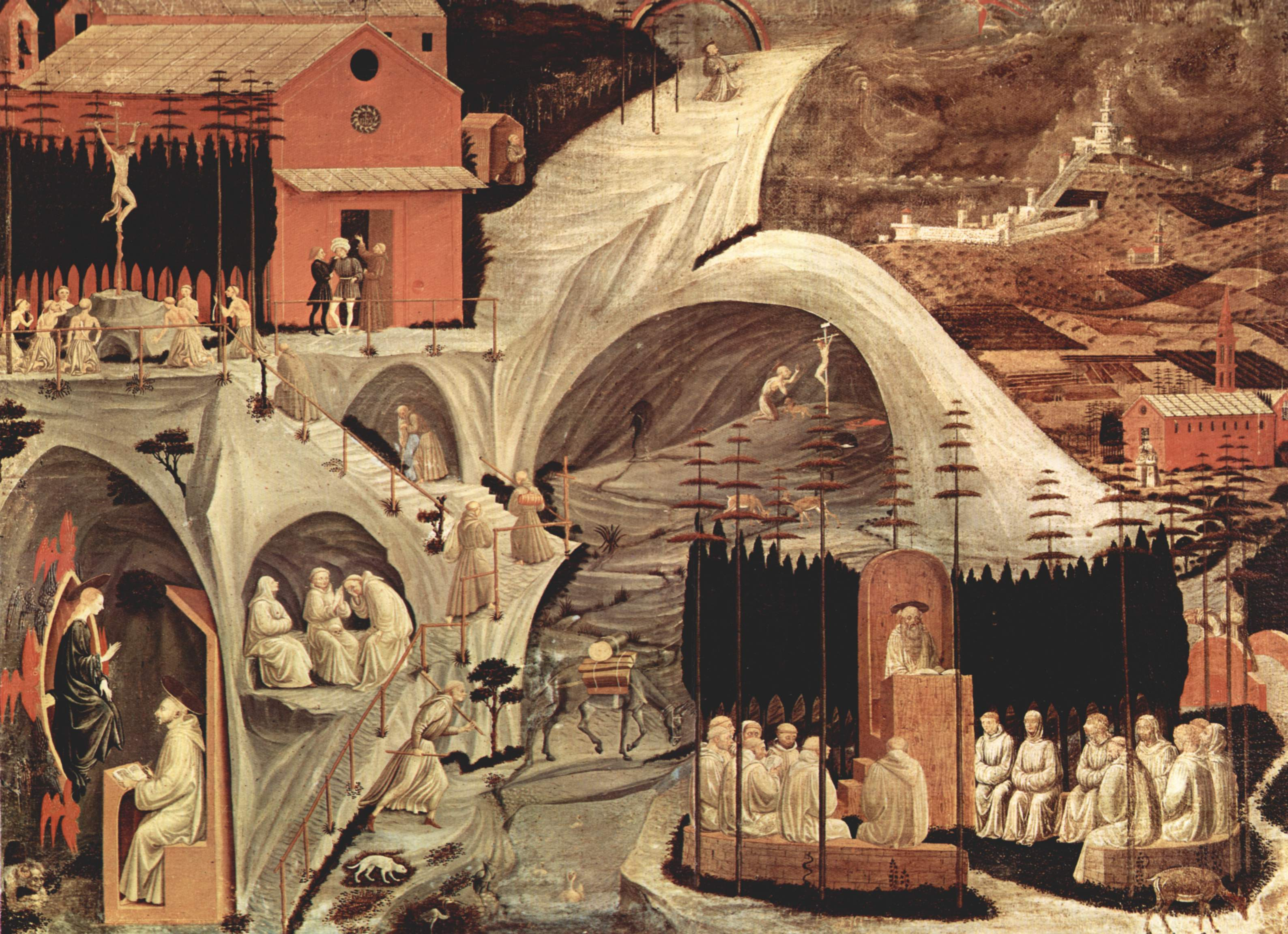
La Thébaïde de Paolo Uccello, représente la vie des pères du désert.

Dans le monachisme chrétien, la prière silencieuse et l'oraison ont une part importante dans la vie des moines et moniales. Ainsi, certains ordres monastiques ont développé plus particulièrement les temps d'oraison.
Dans le monachisme primitif et oriental
Au début du christianisme, aux IIIe siècle et IVe siècle, des chrétiens se sont retirés des villes pour aller vivre dans des lieux semi-désertiques, à distance des lieux de vie humaine afin de prier et méditer l’Évangile : ce sont les pères du désert. Ils ont établi les bases de ce qui deviendrait le monachisme chrétien. Ces premiers moines vivaient soit en anachorètes soit en mode cénobitique. En plus d'une activité manuelle et d'une vie acétique, ils avaient de longs temps de prière silencieuse et de méditation de la parole. Ces temps de prière, qui ne sont pas encore « l'oraison moderne », en forment les bases.
Au Moyen-Orient, au VIIIe siècle, le moine Syriaque Mar Joseph Hazzaya a longuement développé, dans ses écrits, le besoin et les techniques d'oraison pour les moines chrétiens. Son influence a été très importante dans tous le monachisme des chrétiens d'Orient, et encore aujourd'hui dans une partie de l'orthodoxie.
Ordre des Chartreux

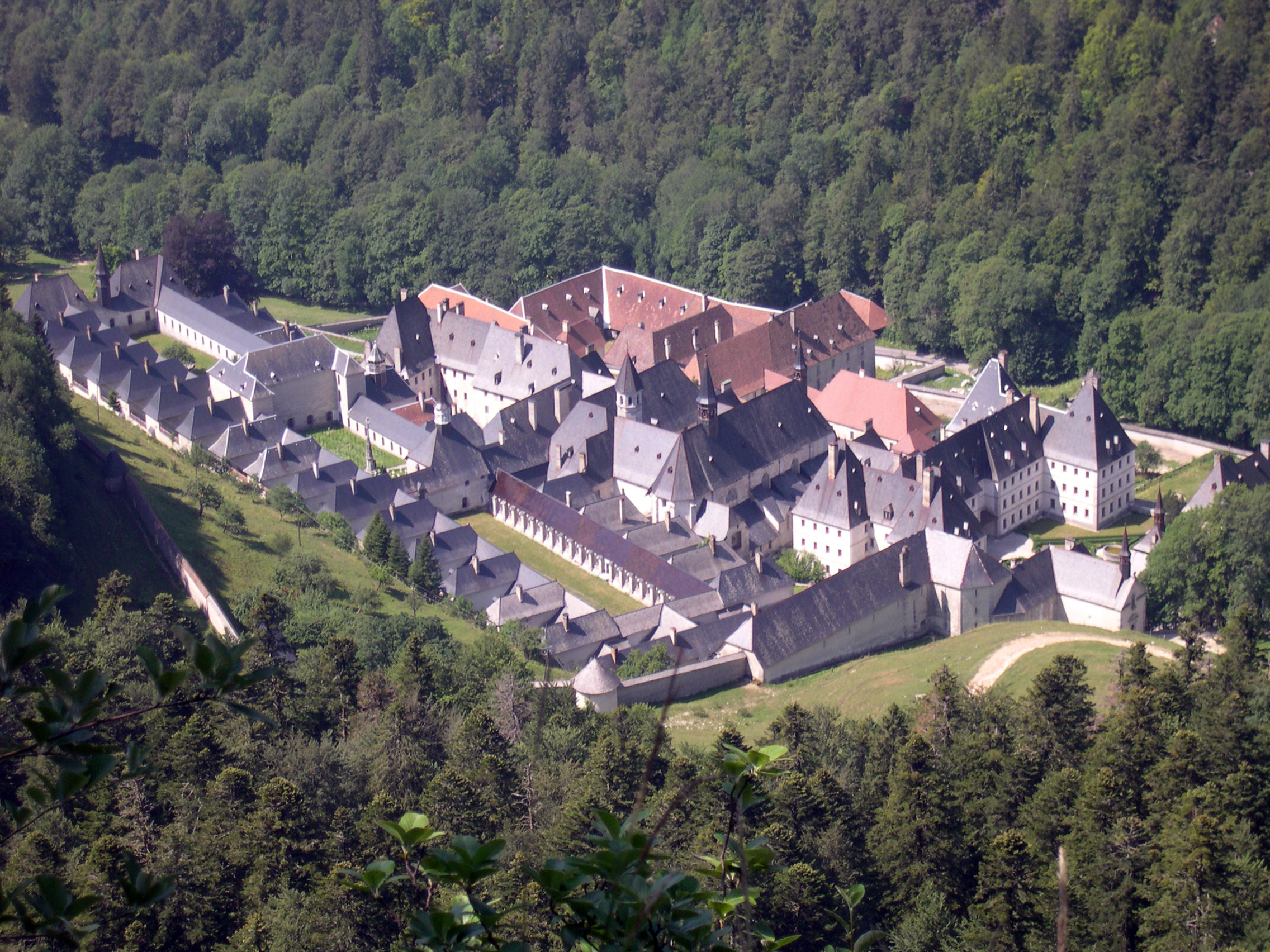
Le Monastère de la Grande Chartreuse.

L'ordre des Chartreux est fondé au XIe siècle par saint Bruno en Chartreuse. Bruno vient s'installer dans un « désert » pour y trouver le silence et la solitude afin de pouvoir y prier et y rencontrer Dieu dans « la brise d'un fin silence ». Si les moines se rassemblent dans un monastère commun, chacun vit cependant dans un petit ermitage indépendant, lui assurant une solitude propice à la prière. Les chartreux occupent leurs journées par des temps de travail manuel, et des temps de prière solitaire et silencieuse. De temps en temps, les frères se retrouvent tous ensemble pour prier dans l'Église commune.
Ainsi, le mode de vie semi anachorétique, donne une large part au silence, à l'écoute de Dieu dans le cœur du moine, à l'oraison. Les statuts de l'ordre des chartreux indiquent : « que l'habitant de la cellule prenne donc l'habitude d'une écoute tranquille du cœur, qui permette à Dieu d'y pénétrer par tous les chemins et tous les accès ».
Contrairement aux autres ordres monastiques, les chartreux n'ont pas subi de réformes de leur ordre, préservant la rigueur de leur règle initiale, même lorsque le pape souhaitait leur faire l'honneur de quelques allègements. C'est pourquoi les chartreux n'ont jamais supprimé, voire allégé les temps d'oraison quotidienne au cours de l'histoire.
Ordre du Carmel

Blason de l'ordre du Carmel.

L'ordre du Carmel est fondé au départ par des ermites occidentaux, au XIIe siècle sur les pentes du mont Carmel (Palestine). Chassés par la reconquête musulmane, ils fondent progressivement un nouvel ordre monastique en Europe où l'oraison prend une place centrale. Mais au XIVe siècle les mitigations successives de la règle carmélitaine entraînent un fort relâchement dans l'ordre et un abandon progressif de l'oraison. Plusieurs tentatives de réforme successives (et sur un périmètre géographique plus ou moins limité) voient le jour, avec pour objectif le retour à la « règle de saint Albert », et donc la remise en place de l'oraison. Nous pouvons citer : la réforme de Mantoue en Italie XIVe siècle, les tentatives de Jean Soreth au XVe siècle en France, la réforme menée par Pierre Behourt et Jean de Saint-Samson au XVIIe siècle (appelée Réforme de Touraine). Cette dernière réforme finira par s'imposer à tout l'ordre.
Au XVIe siècle, sainte Thérèse d’Avila, avec Jean de la Croix, a mené la réforme du Carmel en Espagne, mettant au cœur de sa réforme « l'oraison ». Pour instruire ses carmélites sur l'oraison, elle écrit plusieurs ouvrages (dont le Chemin de perfection, Le Château intérieur), qui restent des références en la matière. Quelques années plus tard, les couvents réformés par Thérèse sont regroupés dans l'ordre des Carmes déchaux et s'étendent rapidement.
Aujourd'hui, dans tout l'ordre du Carmel (la branche thérésienne comme dans la branche de l'antique observance), l'oraison tient une place centrale de la vie monastique et occupe 2 heures de la journée de chaque carme ou carmélite.
Autres exemples
Juste après la Révolution française, Pierre-Joseph de Clorivière remet Bossuet et l'oraison à l'honneur en rédigeant les  Considérations sur l'exercice de la prière et de l'oraison écrit pour les ermites du mont Valérien, en 1802 et dans lequel il explique les différentes méthodes pour faire oraison.

### Dans le protestantisme
Le terme « d'oraison » est également utilisé par les protestants ou par d’autres groupes spirituels et religieux contemporains pour désigner un état et une posture spirituels où l'âme essaie de communiquer dans un état de prière méditative centrée sur la contemplation divine.

### De nos jours
Témoins et mystiques
Marcel Van, jeune rédemptoriste vietnamien, raconte dans son ouvrage biographique, sa longue intimité avec le Christ et comment ses temps d'oraison sont des dialogues simples et vivants, comme avec un ami. Il ajoute également que ces temps d'oraison, de prière, sont source de grâces pour d'autres chrétiens, pour l'Église.
Marthe Robin, mystique française, définit l'oraison comme « un intime commerce d'amitié avec Dieu. Ces mots révèlent la grandeur, l'excellence de l'oraison. ». Elle ajoute que l'oraison « a pour but de nous aider à devenir meilleurs, plus saints pour la gloire de Dieu. Et c'est bien là ce que doit se proposer tout chrétien ! ». Mais elle reconnait également que dans les commencements, cela peut être un exercice difficile.
Dans son livre « Les mots ne peuvent dire ce que j'ai vu », Jean-Marc Potdevin raconte son expérience mystique lors d'un pèlerinage de Saint-Jacques-de-Compostelle, puis sa recherche pour comprendre et revivre cette expérience à travers l'oraison.
L’oraison reste une pratique contemporaine, comme en témoignent de jeunes catholiques sur leur site Internet : « Le lieu de notre relation au Père c’est le cœur. Prendre l’habitude d’habiter son cœur c’est suivre le Christ dans son chemin d’union au Père. Habiter son cœur c’est essayer d’être à l’écoute d’une vie qui se dit, qui émerge, malgré les blessures et le poids des jours, c’est être attentif aux lieux de fécondité en soi qui sont dans l’attente d’une parole qui brise l’épreuve de la stérilité. ». Cette pratique n'est pas réservée à une « élite religieuse » (ou monastique), mais à tous les chrétiens, l’Église encourageant chaque fidèle à faire oraison,.
Les écoles d'oraison
Au XXe siècle, le père Henri Caffarel, fondateur des Équipes Notre-Dame, voulant initier tous les hommes à l'oraison, publie les Cahiers de l'oraison. Il accueille des retraitants dans sa maison de Troussures dans une école de prière et d'oraison (dont le nom n'est pas sans évoquer les maisons de prière protestantes). Près de 25 000 personnes sont venues participer aux « semaines de prière », une étape importante de la vie spirituelle pour des personnes venues du monde entier. Après la mort du père Caffarel, la maison de Troussures, est devenue le prieuré de Cana, un important centre de retraites spirituelles dépendant de la Communauté Saint-Jean. Ce centre propose néanmoins une retraite par an sur le thème de l'oraison.
L'Institut Notre-Dame de Vie, dépendant du Carmel de France (et mis en place par le père Marie-Eugène de l'Enfant-Jésus) propose également des groupes d'oraison. 
Des « écoles d'oraison » existent un peu partout en France et offrent chaque année des cycles de formation à ceux qui le souhaitent,. Il existe même une école d'oraison sur internet.
Dans les Tiers-Ordres
Dans le Tiers-Ordre carmélite des laïcs pratiquent et vivent l'oraison chaque jour. Elle fait partie de leur engagement de vie de foi. Dans les membres de l'OCDS consacrent une demi-heure chaque jour à l'oraison.

## Citations
- « C'est dans l'oraison que l'on reçoit l'union et la grâce du Saint-Esprit qui enseigne toutes choses. Je dis plus, si vous voulez vous élever à la hauteur de la contemplation et jouir des doux embrassements de l'Époux, exercez-vous à l'oraison. Elle est la voie par laquelle l'âme s'élève à la contemplation et au goût des choses célestes. Voyez-vous déjà quelle est la vertu et quel est le pouvoir de l'oraison ? Mais pour prouver tout ce qui vient d'être dit, sans nous servir du témoignage des Écritures divines, tenons-nous en à ceci : c'est que nous avons entendu et vu, et que nous voyons tous les jours un grand nombre de personnes simples qui ont obtenu tous les biens que nous avons énumérés et d'autres plus grands encore, par le moyen de l'exercice de l'oraison » (saint Bonaventure).
- « L’oraison, c’est le cœur de l’homme devant le cœur de Dieu, ce sont les yeux d’un pauvre être aimant dans les yeux de Dieu, c’est l’âme, toute brûlante, sans un mot devant Dieu, tendue, avide, vers Dieu, se fondant d’amour devant Dieu, s’ennuyant de son Dieu, pleurant d’ennui de Dieu… » (Jacques de Jésus, Retraite à Chaville, pour l’ordre séculier, 1936).
- « On peut communier tous les jours et vivre dans le péché, mais on ne peut pas faire oraison et rester dans le péché » (Marthe Robin)[38].
- « Sur terre, l'âme participe à la vie du ciel quand elle fait oraison. Il n'y a, en quelque sorte, que Dieu et elle dans le monde ; l'âme oublie, pendant quelques instants du moins, tous les êtres créés et Dieu lui suffit amplement … C'est son apprentissage de la vie éternelle » (Marthe Robin)[38].
- « L'oraison est une sainte affection du cœur en Dieu, exprimée par l'intelligence et la parole. » (Hélinand de Froidmont)[48].
- « Celui qui prie ne perd pas son temps, même si la situation apparaît réellement urgente et semble pousser uniquement à l'action. La piété n'affaiblit pas la lutte contre la pauvreté. La bienheureuse Theresa de Calcutta est un exemple particulièrement manifeste que le temps consacré à Dieu dans la prière non seulement ne nuit pas à l'efficacité ni à l'activité de l'amour envers le prochain, mais en est en réalité la source inépuisable. Le moment est venu de réaffirmer l'importance de la prière face à l'activisme et au sécularisme » (Benoît XVI)[16].
- « Le missionnaire doit être un contemplatif en action. S'il n'est pas contemplatif, il ne peut annoncer le Christ de manière crédible. Il est témoin de l'expérience de Dieu » (Jean-Paul II)[15].
- « Plus de gens qu'on le croit seraient capables de faire oraison, mais personne ne leur a appris. Or, sans cette intériorité, les baptisés s'essoufflent, leur action devient cymbale sonore, et même leur pratique religieuse se dessèche ». (Jean-Paul II)[14].
- « Si un prédicateur n'est pas un homme d'oraison, il ne fera jamais de grand fruit, parce que ses prédications, pour le regard du dessin, des pensées, du style, du geste, et pour les vues imparfaites et les intentions impures qu'il aura eus en tout cela, seront pleines de péchés, du moins véniels. Le profit des auditeurs dépend extrêmement de la vertu du prédicateur et de son union avec Dieu, qui lui peut donner en un quart d'heure d'oraison, plus de pensées, et de pensées plus propres pour toucher les cœurs, qu'il n'en trouverait en un an de lecture et d'étude. »[49].

### Ouvrages anciens
- Thérèse d'Avila, Le chemins de perfection, 1583 (lire en ligne). Régulièrement réédité chez de nombreux éditeurs[50].
- Thérèse d'Avila, Le Château intérieur, 1588 (lire en ligne). Traduit et réédité dans de nombreuses langues. Régulièrement réédité chez de nombreux éditeurs[50].
- Bossuet, Instruction sur les états d'oraison : second traité, principes communs de l'oraison chrétienne, Firmin-Didot & C, 1897, 412 p. Œuvre restée inédite et publiée plusieurs siècles plus tard.
- Dom Vital Lehodey o.p., Les Voies de l'oraison mentale, Lecoffre, 1934, 442 p..
- Pierre d'Alcántara, Traité de l'oraison et de la méditation, G. de La Noüe, 1602, 373 p. (lire en ligne).
- Alexandre Piny o.p., L'oraison du cœur ou la manière de faire l'oraison parmy les distractions les plus crucifiantes de l'esprit, Villette, 1683, 307 p. (lire en ligne).
- Joseph du Tremblay o.f.m Cap, Introduction à la vie spirituelle par une facile méthode d'oraison, Fouet, 1626, 709 p. (lire en ligne).
- Jacques Nouet, L'Homme d'oraison : Ses Retraites Annuelles : Première Retraite Pour Tous Ceux Qui veulent régler leur vie, & penser sérieusement à leur salut, vol. 2, Muguet, 1681, 666 p. (lire en ligne).
- Amédée Desgeorge, De l'oraison ou de la méditation et de la contemplation : traité dont toute la doctrine est empruntée aux grands maîtres de la vie spirituelle, Girard et Josserand, 1861, 452 p. (lire en ligne).
- (la) Brancati de Laurea o.f.m, Opuscula octo : de oratione christiana, Tramontiis, 1687 (lire en ligne).
- Jean-Baptiste de La Salle, Explication de la méthode d'oraison, en usage de l'institut des frères des écoles chrétiennes, Imp. Carion, 1853, 234 p. (lire en ligne).
- archimandrite Michel Kozlov, Récit d'un pèlerin à la recherche de la prière : récit d'un pèlerin sur le moyen d'acquérir le don de la prière intérieure continuelle du coeur, Paris, CERF, octobre 2013 (1re éd. 1881), 195 p. (ISBN 978-2-204-09400-9).

### Ouvrages contemporains
- Marie-Eugène de l'Enfant-Jésus, o.c.d., Je veux voir Dieu, Venasque, Éditions du Carmel, mai 1998, 1158 p. (ISBN 2-900424-42-9).
- Antonio Mas Arrondo (trad. de l'espagnol), Toucher le Ciel, Toulouse, Éditions du Carmel, coll. « Carmel Vivant », 2015, 350 p. (ISBN 978-2-84713-320-2).
- Luc-Marie Perrier, La prière, une divine aventure, Toulouse, Éd. du Carmel, coll. « Jeunes en route », janvier 2008, 184 p. (ISBN 978-2-84713-088-1).
- Wilfrid Stinissen, o.c.d., L'oraison contemplative, Éditions du Carmel, coll. « Vives Flammes », septembre 2002, 106 p. (ISBN 978-2-84713-001-0).
- Jean-Baptiste Chautard, L'Âme de tout apostolat, Traditions Monastiques, septembre 2004, 304 p. (ISBN 978-2-87810-055-6).
- Père Marie-Eugène de l'Enfant-Jésus, L'oraison des débutants, Toulouse, Éditions du Carmel, coll. « Vives Flammes », octobre 2008 (1re éd. 1945), 125 p. (ISBN 978-2-84713-099-7).
- Jean-Pierre de Caussade, Traité sur l’oraison du cœur : Instructions spirituelles, Desclée de Brouwer, coll. « Christus », octobre 1992.
- Daniel Maurin, L'oraison du cœur : un chemin vers dieu, Saint-Paul, coll. « Saint Paul », juin 1993 (ISBN 978-2-85049-438-3).
- Henri Caffarel, L'oraison : jalons sur la route : anthologie, Parole et Silence, coll. « HC RELIGIEUX », avril 2006, 111 p. (ISBN 978-2-84573-395-4).
- Antoine d'Augustin, L'Oraison, une école de l'amour, Parole et Silence, coll. « Cahiers de l'Ecole Cathédrale », novembre 2006 (ISBN 978-2-84573-526-2).
- Wilfried Stinissen, Comment faire oraison, Le Cerf, coll. « Épiphanie », octobre 2003, 86 p. (ISBN 978-2-204-07314-1).
- L'oraison à l'école des Saints : 3 semaines pour apprendre l'oraison, Mers-sur-Indre, Centre St Jean de la croix, février 2010, 96 p. (ISBN 978-2-909271-49-1).
- Vives Flammes : Qu'est ce que l'oraison, du Carmel (no 292), septembre 2013, 80 p. (ISBN 978-2-84713-219-9).
- Carmel : La contemplation surnaturelle, Éditions du Carmel (no 140), juin 2011, 127 p. (ISBN 978-2-84713-174-1).
- Marie-Eugène de l'Enfant-Jésus, Au souffle de l'Esprit, Toulouse, Éditions du Carmel, coll. « Prière et Action », 2017 (1re éd. 1990), 363 p. (ISBN 978-2-84713-514-5).
- Carmel : La méditation, de quoi parle-t-on ?, t. 170, Editions du Carmel, 2019, 127 p. (ISBN 978-2-84713-592-3).